# Vizić
Vizić (cyr. Визић) – wieś w Serbii, w Wojwodinie, w okręgu południowobackim, w gminie Bačka Palanka. W 2011 roku liczyła 270 mieszkańców.